# Maria Sundbom
Maria Irene Sundbom (Uppsala, 19 de maio de 1975) é uma atriz sueca.

## Filmografia
- 2005 - Lasermannen (TV)
- 2006 - LasseMajas detektivbyrå (TV)
- 2007 - Solstorm
- 2009 - Barbieblues
- 2009 - Maskeraden
- 2011 - The Bridge (TV)
- 2019 - Quicksand (Netflix)